# Piłka nożna w Polsce (2019/2020)
| Mistrzostwa Polski                                                                           | Mistrzostwa Polski                                |
| -------------------------------------------------------------------------------------------- | ------------------------------------------------- |
| 1 miejsce – Mistrz Polski                                                                    | Legia Warszawa                                    |
| 2 miejsce – Wicemistrz Polski                                                                | Lech Poznań                                       |
| 3 miejsce                                                                                    | Piast Gliwice                                     |
| Król strzelców ekstraklasy                                                                   | 24 – Christian Gytkjær (Lech Poznań)              |
| Klub 100 – Klub 300 – Tabela wszech czasów Ekstraklasy w piłce nożnej                        |                                                   |
| Europejskie Puchary                                                                          |                                                   |
| Liga Mistrzów UEFA (2019/2020)                                                               | Piast Gliwice (mistrz 2018/2019)                  |
| Liga Europy UEFA (2019/2020)                                                                 | Legia Warszawa (2 miejsce 2018/2019)              |
| Liga Europy UEFA (2019/2020)                                                                 | Lechia Gdańsk (3 miejsce/Puchar Polski 2018/2019) |
| Liga Europy UEFA (2019/2020)                                                                 | Cracovia (4 miejsce 2018/2019)                    |
| UEFA – Współczynnik UEFA – Statystyki występów polskich klubów w europejskich pucharach UEFA |                                                   |
| Puchar Polski / Superpuchar Polski                                                           |                                                   |
| Puchar Polski w piłce nożnej (2019/2020)                                                     |                                                   |
| 1 miejsce – Zdobywca                                                                         | Cracovia                                          |
| 2 miejsce – Finalista                                                                        | Lechia Gdańsk                                     |
| Superpuchar Polski 2020                                                                      | Cracovia                                          |

| Poziomy rozgrywkowe w sezonie 2019/2020 | Poziomy rozgrywkowe w sezonie 2019/2020 | Poziomy rozgrywkowe w sezonie 2019/2020                               | Poziomy rozgrywkowe w sezonie 2019/2020                                                                       |
| --- | --------------------------------------- | --------------------------------------------------------------------- | --- |
| Centralne | I                                       | Ekstraklasa w piłce nożnej (2019/2020)                                | Arka Gdynia, Korona Kielce, ŁKS Łódź                                                                          |
| Centralne | II                                      | I liga polska w piłce nożnej (2019/2020)                              | Stal Mielec, Podbeskidzie Bielsko-Biała, Warta Poznań Olimpia Grudziądz, Chojniczanka Chojnice, Wigry Suwałki |
| Centralne | III                                     | II liga polska w piłce nożnej (2019/2020)                             | Górnik Łęczna, Widzew Łódź, Resovia Stal Stalowa Wola, Elana Toruń, Legionovia Legionowo, Gryf Wejherowo      |
| Makroregionalne | IV                                      | III liga polska w piłce nożnej (2019/2020) 4 grupy: I – II – III – IV | Sokół Ostróda, KKS 1925 Kalisz, Śląsk II Wrocław, Hutnik Kraków, Motor Lublin                                 |
| Okręgowe (16 okręgów) | V                                       | IV liga polska w piłce nożnej (2019/2020) 20 Grup                     | |
| Okręgowe (16 okręgów) | VI                                      | Klasa Okręgowa                                                        | |
| Okręgowe (16 okręgów) | VII                                     | Klasa A                                                               | |
| Okręgowe (16 okręgów) | VIII                                    | Klasa B                                                               | |
| Okręgowe (16 okręgów) | IX                                      | Klasa C                                                               | |
| System ligowy piłki nożnej w Polsce – Tabela wszech czasów polskiej I ligi w piłce nożnej – Tabela wszech czasów polskiej II ligi w piłce nożnej |                                         |                                                                       | |
| IV liga grupy: dolnośląska wschód – dolnośląska zachód – kujawsko-pomorska – lubelska – lubuska – łódzka – małopolska wschód – małopolska zachód – mazowiecka północna – mazowiecka południowa – opolska – podkarpacka – podlaska – pomorska – śląska I – śląska II – świętokrzyska – warmińsko-mazurska – wielkopolska – zachodniopomorska |                                         |                                                                       | |
| Okręgowe rozgrywki – 16 województw (OZPN): dolnośląskie – kujawsko-pomorskie – lubelskie – lubuskie – łódzkie – małopolskie – mazowieckie – opolskie – podkarpackie – podlaskie – pomorskie – śląskie – świętokrzyskie – warmińsko-mazurskie – wielkopolskie – zachodniopomorskie                                                           |                                         |                                                                       | |

| Rozgrywki młodzieżowe / Mistrzostwa Polski juniorów w piłce nożnej | Rozgrywki młodzieżowe / Mistrzostwa Polski juniorów w piłce nożnej                             | Rozgrywki młodzieżowe / Mistrzostwa Polski juniorów w piłce nożnej |
| ------------------------------------------------------------------ | ---------------------------------------------------------------------------------------------- | ------------------------------------------------------------------ |
| Centralna Liga Juniorów w piłce nożnej                             | Centralna Liga Juniorów w piłce nożnej (2019/2020) Górnik Zabrze Legia Warszawa Zagłębie Lubin |                                                                    |
| Piłka nożna kobiet w Polsce                                        |                                                                                                |                                                                    |
| Ekstraliga polska w piłce nożnej kobiet                            | Ekstraliga polska w piłce nożnej kobiet (2019/2020) Górnik Łęczna Medyk Konin Czarni Sosnowiec |                                                                    |